# Strap It On
Strap It On è il primo album della band statunitense Helmet, pubblicato nel 1990 dalla Amphetamine Reptile Records, e successivamente ristampato nel 1992 dalla Interscope Records dopo il successo del secondo album, Meantime.
L'album è considerato molto innovativo per la sua epoca, soprattutto per la costante presenza di riff di chitarra stoppati, realizzati con l'accordatura più bassa di un tono. Nelle prime stampe, il pezzo numero 3 viene erroneamente indicato come Bad Moon. Nella versione giapponese dell'album trova posto una traccia bonus, Impressionable, che si trova anche nella compilation della Amphetamine Reptile Records Dope, Guns 'n' Fucking in the Streets Vol. 5.

## Tracce
Testi e musiche di Page Hamilton.
1. Repetition – 3:00
2. Rude – 4:13
3. Bad Mood – 2:15
4. Sinatra – 4:31
5. FBLA – 2:40
6. Blacktop – 3:20
7. Distracted – 3:12
8. Make Room – 3:28
9. Murder – 4:03

## Formazione
- Page Hamilton – voce, chitarra
- Peter Mengede – chitarra
- Henry Bogdan – basso
- John Stanier – batteria